# Antonino Burrafato
Antonino Burrafato (Nicosia, 13 giugno 1933 – Termini Imerese, 29 giugno 1982) è stato un poliziotto italiano, vicebrigadiere in servizio presso la Casa Circondariale dei Cavallacci di Termini Imerese. Fu assassinato dalla mafia il 29 giugno 1982.

## Biografia
Lavorava presso l'ufficio matricola del penitenziario dei Cavallacci di Termini Imerese, dove nel 1982 il sicario mafioso Leoluca Bagarella, detenuto, fu fatto transitare mentre era in viaggio per Palermo, a causa della morte del padre; tuttavia a Termini Imerese gli dovette essere notificata un'ordinanza di custodia cautelare in carcere che gli avrebbe impedito di proseguire per Palermo. L'arduo compito della consegna della notifica toccò al brigadiere Burrafato, uomo che osservava alla lettera il regolamento. Dopo un acceso alterco Bagarella giurò di vendicarsi.

### Il giorno dell'omicidio
Il 29 giugno 1982, giornata della partita Italia-Argentina ai mondiali di calcio, il vicebrigadiere si stava recando al lavoro. Giunto a piazza Sant'Antonio,  a poche decine di metri dal carcere, alle ore 15:30, un commando di quattro uomini lo uccise usando esclusivamente armi corte. Il vicebrigadiere morì pochi attimi dopo all'ospedale Cimino di Termini Imerese.

### Le indagini
Nelle fasi successive all'omicidio la polizia brancolava nel buio; il Giornale di Sicilia ricevette addirittura una telefonata che rivendicava l'assassinio da parte delle Brigate Rosse, la trascrizione recita "abbiamo giustiziato Burrafato, boia dell'Asinara" ma Burrafato non era mai stato in servizio in Sardegna.

### La scoperta della verità
Fino al 1996 le indagini non ebbero esito, fino a quando il pentito Salvatore Cucuzza confessò di aver partecipato, fra gli altri delitti, all'assassinio del vicebrigadiere, per ordine di Leoluca Bagarella, cognato di Salvatore Riina. Il gruppo di fuoco, uno dei più feroci dell'epoca, era composto da Pino Greco detto "Scarpuzzedda", Giuseppe Lucchese, Antonino Marchese e dallo stesso Cucuzza.

### Le Sentenze
- Salvatore Cucuzza è stato condannato a 13 anni con sentenza definitiva, la sua posizione è stata stralciata dal processo.[2]
- Leoluca Bagarella e Antonino Marchese sono stati condannati all'ergastolo con sentenza definitiva.[2]

## Riconoscimenti
- Il figlio Salvatore e il giornalista Vincenzo Bonadonna hanno scritto un libro dal titolo "Burrafato, un delitto dimenticato" (Edizioni La Zisa).
- Nel 2008 è stato realizzato un film inchiesta ad opera degli allievi del corso IFTS di Termini Imerese, dal titolo "Antonino Burrafato - Una Storia Vera", che contiene le interviste di Pietro Grasso, Vincenzo Bonadonna, Maurizio de Lucia, Antonio Sperandeo che all'epoca era presidente della CGIL locale e infine Giuseppe Lumia.
- Il 26 giugno 2006 gli è stata conferita dal Ministero della giustizia la Medaglia d'oro al merito civile alla memoria.
- Riconosciuto Vittima del Dovere ai sensi della Legge 466/1980 dal Ministero della giustizia.